# HMS Imogen (D44)
HMS Imogen (D44) là một tàu khu trục lớp I được Hải quân Hoàng gia Anh Quốc chế tạo ngay trước Chiến tranh Thế giới thứ hai. Nó đã phục vụ tuần tra tại vùng biển Tây Ban Nha trong cuộc Nội chiến Tây Ban Nha; được chuyển về Hạm đội Nhà sau khi Thế Chiến II nổ ra và tham gia Chiến dịch Na Uy, từng đánh chìm hai tàu ngầm Đức trước khi bị đắm do một tai nạn va chạm vào năm 1940.

## Thiết kế và chế tạo
Imogen được đặt hàng vào ngày 30 tháng 10 năm 1935 cho hãng Hawthorn Leslie tại Hebburn Trong Chương trình Chế tạo Hải quân 1935. Nó được đặt lườn vào ngày 18 tháng 1 năm 1936, được hạ thủy vào ngày 30 tháng 12 năm 1936 như là chiếc tàu chiến thứ bảy của Hải quân Hoàng gia mang cái tên này, và hoàn tất vào ngày 2 tháng 6 năm 1937 với chi phí 256.917 Bảng Anh, không tính đến những thiết bị do Bộ Hải quân Anh cung cấp như vũ khí, đạn dược và trang bị thông tin liên lạc.
Imogen có trọng lượng choán nước tiêu chuẩn 1.370 tấn Anh (1.390 t), và lên đến 1.888 tấn Anh (1.918 t) khi đầy tải. Con tàu có chiều dài chung 323 foot (98,5 m), mạn thuyền rộng 33 foot (10,1 m) và chiều sâu của mớn nước là 12 foot 5 inch (3,8 m). Nó được cung cấp động lực bởi hai turbine hơi nước hộp số Parsons, dẫn động hai trục chân vịt, cung cấp một công suất tổng cộng 34.000 mã lực càng (25.000 kW) và cho phép có được tốc độ tối đa 36 hải lý trên giờ (67 km/h; 41 mph). Hơi nước được cung cấp cho các turbine bởi ba nồi hơi ống nước Admiralty 3 nồi. Nó mang theo tổng cộng 470 tấn Anh (480 t) dầu đốt, cho phép một tầm xa hoạt động 5.530 hải lý (10.240 km; 6.360 mi) khi di chuyển ở tốc độ đường trường 15 hải lý trên giờ (28 km/h; 17 mph). Thủy thủ đoàn của con tàu gồm 145 sĩ quan và thủy thủ trong thời bình.
Con tàu được trang bị bốn khẩu pháo QF 4,7 in (120 mm) Mk. IX 45-calibre trên các bệ nòng đơn. Cho mục đích phòng không, Imogen có hai khẩu đội súng máy Vickers 0,5 inch (12,7 mm) Mk.I bốn nòng. Nó còn có hai dàn 5 ống phóng ngư lôi trên mặt nước dành cho ngư lôi 21 in (530 mm). Một đường ray thả mìn sâu cùng hai máy phóng được trang bị, và ban đầu có 30 quả mìn sâu được mang theo, nhưng được tăng lên 35 quả không lâu sau khi chiến tranh nổ ra.

## Lịch sử hoạt động
Imogen được phân về Chi hạm đội Khu trục 3 trực thuộc Hạm đội Địa Trung Hải sau khi nhập biên chế và thoạt tiên đặt căn cứ tại Malta. Được chuyển đến Gibraltar, nó tuần tra tại vùng biển Tây Ban Nha vào năm 1938 để thực thi chính sách cấm vận vũ khí cho các bên xung đột trong cuộc nội chiến tại nước này. Con tàu trải qua một đợt tái trang bị ngắn tại Malta từ ngày 17 tháng 10 đến ngày 28 tháng 11 năm 1938 và một đợt khác tại Xưởng tàu Sheerness vào tháng 8 năm 1939.
Imogen quay trở lại khu vực Địa Trung Hải vào ngày 3 tháng 9, nhưng được chuyển sang dưới quyền Bộ chỉ huy Tiếp cận phía Tây cho nhiệm vụ hộ tống vận tải hai ngày sau đó, khi Ý không tuyên chiến. Cùng với toàn bộ Chi hạm đội Khu trục 3, con tàu được điều sang Hạm đội Nhà vào tháng 10. Cùng với tàu chị em Ilex, nó đã đánh chìm tàu ngầm U-boat Đức U-42 vào ngày 13 tháng 10, sau khi chiếc tàu ngầm tìm cách đánh chìm chiếc tàu chở hàng SS Stonepool. Đang khi hộ tống các tàu buôn đi đến Barry, Imogen đã cứu vớt những người sống sót từ các chiếc Louisiane và Bretagne. Nó được sửa chữa tại Liverpool từ ngày 20 tháng 10 đến ngày 7 tháng 11, rồi gia nhập trở lại Hạm đội Nhà. Sang tháng tiếp theo, nó đã tiến đến trợ giúp cho thiết giáp hạm Barham bị trúng ngư lôi ngoài khơi Butt of Lewis vào ngày 28 tháng 12.
Cùng với tàu chị em Inglefield và tàu khu trục Escort, Imogen đã đánh chìm U-63 sau khi mục tiêu bị chiếc tàu ngầm Anh Rorqual phát hiện vào ngày 25 tháng 2 năm 1940. Trong Chiến dịch Na Uy, nó đã truy tìm không thành công các tàu chiến Đức, và hộ tống các tàu chiến và tàu chở quân của Hạm đội Nhà đưa các đơn vị Quân đội Na Uy từ Kirkenes và Alta đến Sjøvegan  vào giữa tháng 4. Đến giữa tháng 6, nó đã hộ tống cho tàu sân bay Illustrious đi đến Bermuda trong chuyến đi chạy thử máy. Ngoài khơi Duncansby Head trong đêm 16 tháng 7, Imogen va chạm với tàu tuần dương hạng nhẹ Glasgow trong hoàn cảnh sương mù dày đặc trong khi đang hướng đến Scapa Flow. Nó bị hư hại nặng, bốc cháy và đắm ở tọa độ 58°34′B 02°54′T / 58,567°B 2,9°T. Glasgow đã vớt được 10 sĩ quan và 125 thủy thủ, nhưng có 19 người thiệt mạng trong tai nạn va chạm.